# Donalda Meiželytė
Donalda Meiželytė (ex Svilienė; * 7. August 1975 in Šilutė) ist eine litauische  liberale  Politikerin, seit 2023 Vizebürgermeisterin von Vilnius, Moderatorin und Journalistin. Von 2008 bis 2012 war sie Mitglied des 10. Seimas.

## Leben
Donalda Meiželytė besuchte die Mittelschule und Musikschule in Tauragė. Nach dem Abitur mit der Auszeichnung absolvierte sie von 1993 bis 1997 das Studium der Journalistik  an der Vilniaus universitetas in der litauischen Hauptstadt Vilnius. Donalda arbeitete im AIDS-Zentrum Litauens, im Gesundheitsjournal „Saugok sveikatą“ sowie bei Radiostation „Radiocentras“ als Moderatorin der Sendungen für Kinder.
2008 wurde Meiželytė Mitglied von Tautos prisikėlimo partija und war von 2008 bis 2012 Mitglied des Seimas. Ab November 2012 war sie Veranstaltungsmoderatorin. Von 2019 	bis 2021 war sie Mitglied im Rat der Stadtgemeinde Vilnius und von 2021 bis 2023 stellvertretende Direktorin der Verwaltung der Stadtgemeinde Vilnius. April 2023 war sie wieder Mitglied im Rat der Gemeinde. Seit April 2023 ist sie Vizebürgermeisterin, Stellvertreterin von Valdas Benkunskas.
Meiželytė ist Mitglied von Laisvės partija. Davor war sie Mitglied von Krikščionių partija und TPP.

## Familie
1996 heiratete sie und bekam eine Tochter. Seit 2000 ist sie geschieden und wohnt in Lazdynai.